# Владимир Пеленберг
Барон Владимир Константинович де Пеленберг (на руски: Владимир Константинович Пеленберг) е руски и български военен.

## Биография
Пеленберг е балтийски немец. В 1912 година като подполковник от руската армия пристига в България и е доброволец в Македоно-одринското опълчение. Връчено му е командването на Първа дебърска дружина. Носител е на орден „За храброст“ ІV степен.
Симеон Радев пише в „Това, което видях от Балканската война“:
| „ | Немилов и Чехава се държаха, и двамата, много добре в боевете. Имаше един трети руски доброволец, за когото, за жал, не мога да кажа същото. Той се казваше барон де Пеленберг. Какво бе накарало този балтийски немец да дойде да се бие за свободата на един славянски народ? Той ми разправяше, че бил доброволец и при бурите през войната в Трансваал. Но чудното е именно в това, че този охотник за доброволчество доби скоро в Дебърската дружина, която му бе дадена да командува, репутацията на страхливец. Аз го срещнах през месец февруари, когато се говореше, че ще има от страна на турците нов опит за десант. Той беше предварително уплашен и казваше между другото: „Меня пугает ночной бой“. | “ |

През май 1913 година по заповед на руското правителство заедно с други руски офицери подполковник Пеленберг напуска опълчението, като преди това води агитация сред опълченците да не се бият срещу Сърбия. В подобен дух, според сведения на заместилия го като командир на Първа дебърска дружина, Стоян Величков, е и прощалната му реч към една от ротите на дружината.